# Diathoneura dudai
Diathoneura dudai är en tvåvingeart som beskrevs av Vilela och Bachli 1990. Diathoneura dudai ingår i släktet Diathoneura och familjen daggflugor.
Artens utbredningsområde är Costa Rica. Inga underarter finns listade i Catalogue of Life.